# 다케다 고주
다케다 고주(竹田光珠, 1991년 5월 8일 ~ )는 일본의 프로레슬러이다. 666 소속으로 활동하고 있다.

## 경력
2017년 1월 16일, 신주쿠 니초메 프로 레슬링 AiSOTOPE LOUNGE에서 미야모토 유코와의 경기로 데뷔하였다.
2018년 3월 25일, DDT 프로레슬링 양국 국기관 대회에서 파트너는 우에노 유키, 우메다 고타와 함께 KO-D6인 태그 왕좌에서 제33대 왕위를 즉위하였다.

## 챔피언
DDT 프로레슬링
- KO-D6인 태그 왕좌 (제33대)
파트너는 우에노 유키 & 우메다 고타